# Cremanthodium delavayi
Cremanthodium delavayi là một loài thực vật có hoa trong họ Cúc. Loài này được (Franch.) Diels ex H.Lév. mô tả khoa học đầu tiên năm 1915.